# خانه جعفریان
خانه جعفریان مربوط به دوره قاجار است و در شهرستان گناباد، کوی شرقی، خیابان بهار واقع شده و این اثر در تاریخ ۸ مرداد ۱۳۸۱ با شمارهٔ ثبت ۵۹۵۳ به‌عنوان یکی از آثار ملی ایران به ثبت رسیده است.